# Музыкальный павильон
Музыкальный павильон — памятник архитектуры. Расположен в Санкт-Петербурге на Елагином острове, на береговой аллее.
Павильон обращён главным фасадом к Средней Невке. У него два кубических помещения, которые объединяет глубокая лоджия, со стороны парка образующая полуротонду. У лоджии шесть колонн, вытесанных из серого сибирского мрамора. По сторонам лоджии стены украшены двухколонными портиками. В полукруглой части простенки между окнами украшены лепными трагическими масками, также здание украшено декоративными вазами-жертвенниками. Роспись была выполнена П. Скотти и Б. Медичи, в лепных работах участвовал И. Дылев.
Павильон был построен в 1824—1825 годах. Изначально предполагалось, что там будут жить дежурные офицеры, но в итоге павильон использовался духовым оркестром, выступавшим в праздники и гуляния.
В XIX веке здание многократно перестраивалось, но в 1980-х годах при реставрации ему был придан первоначальный вид.

## Галерея

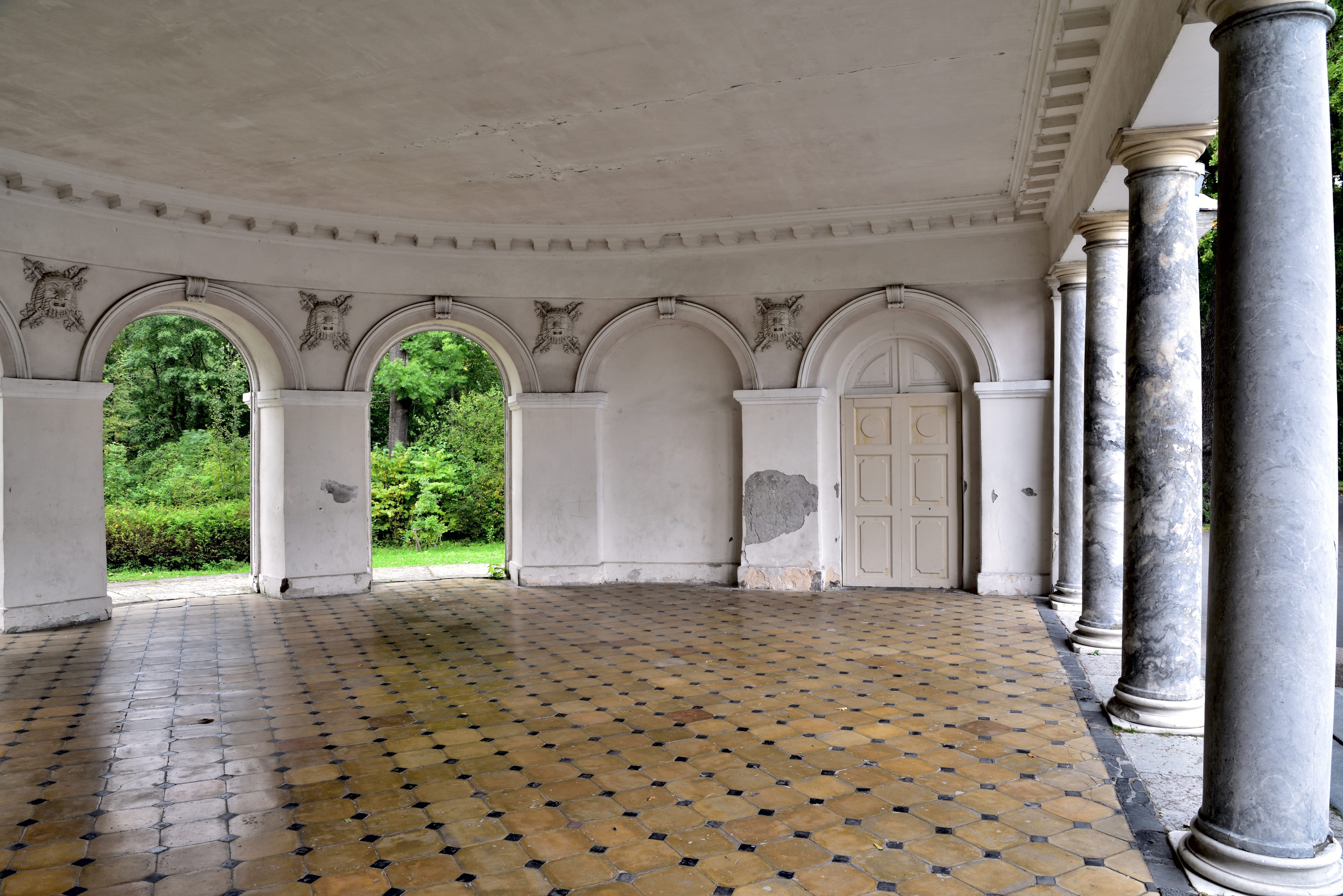
Колонны и трагические маскароны
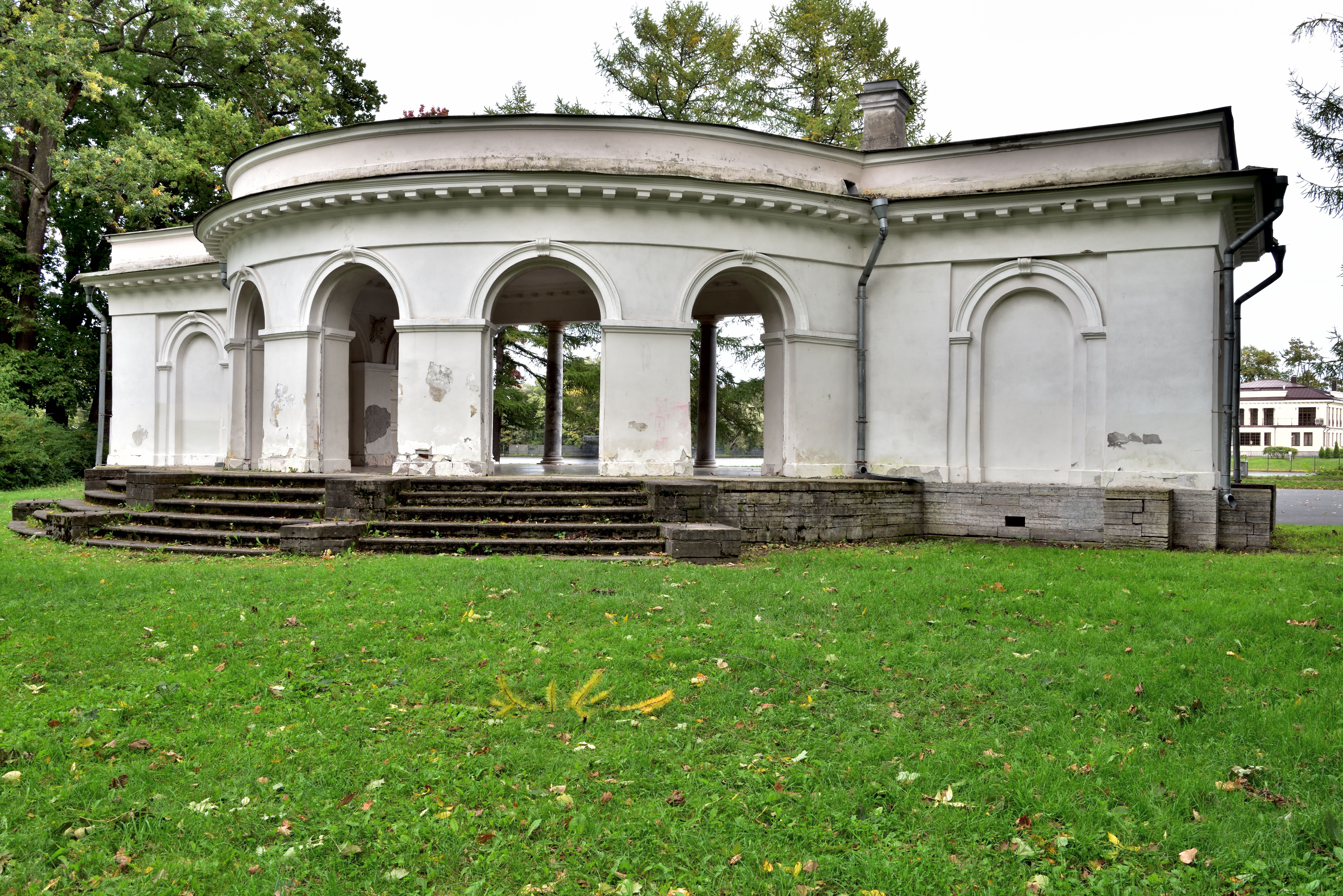
Полуротонда, фасад со стороны парка
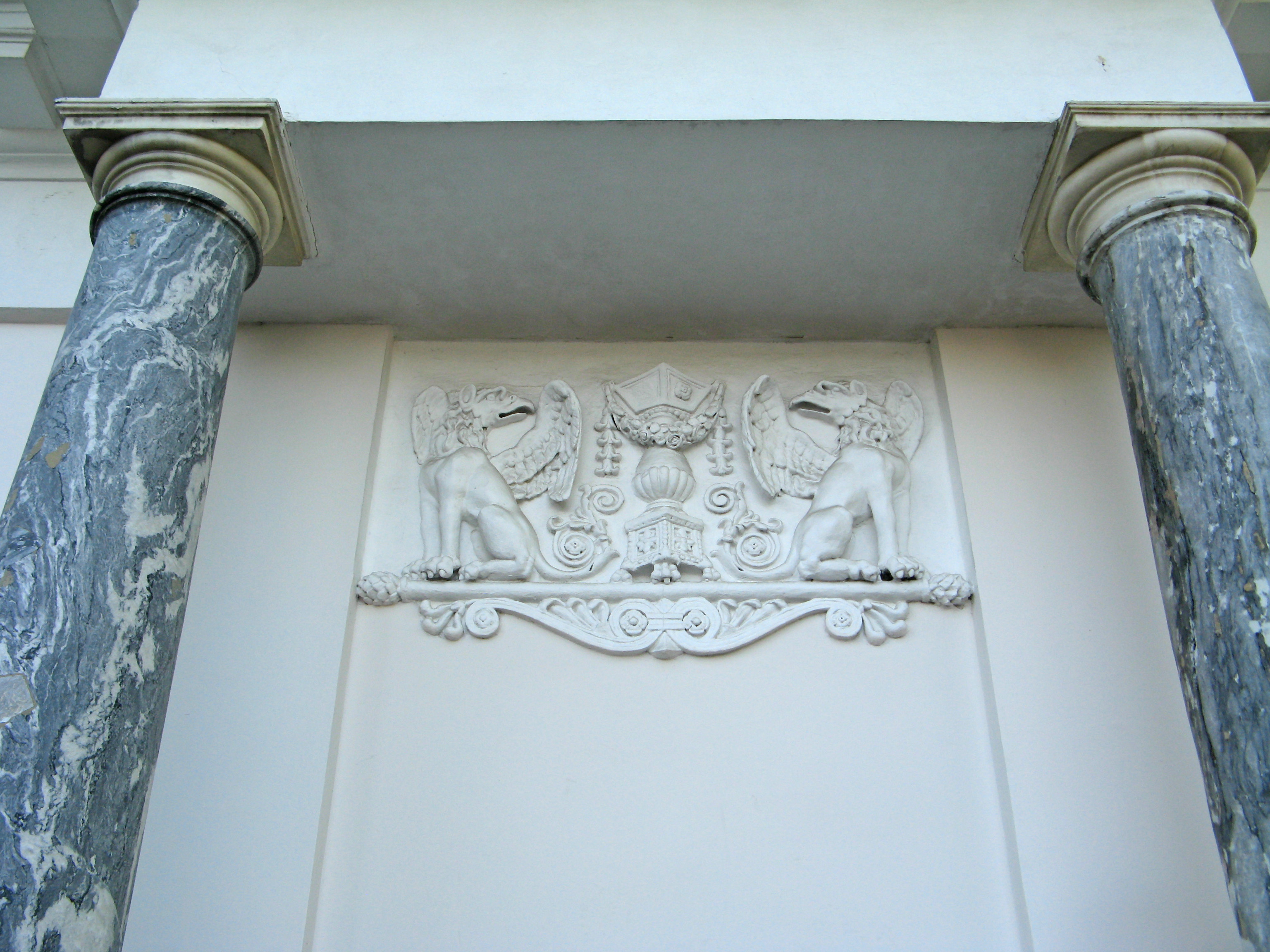
Двухколонный портик